# 화과자

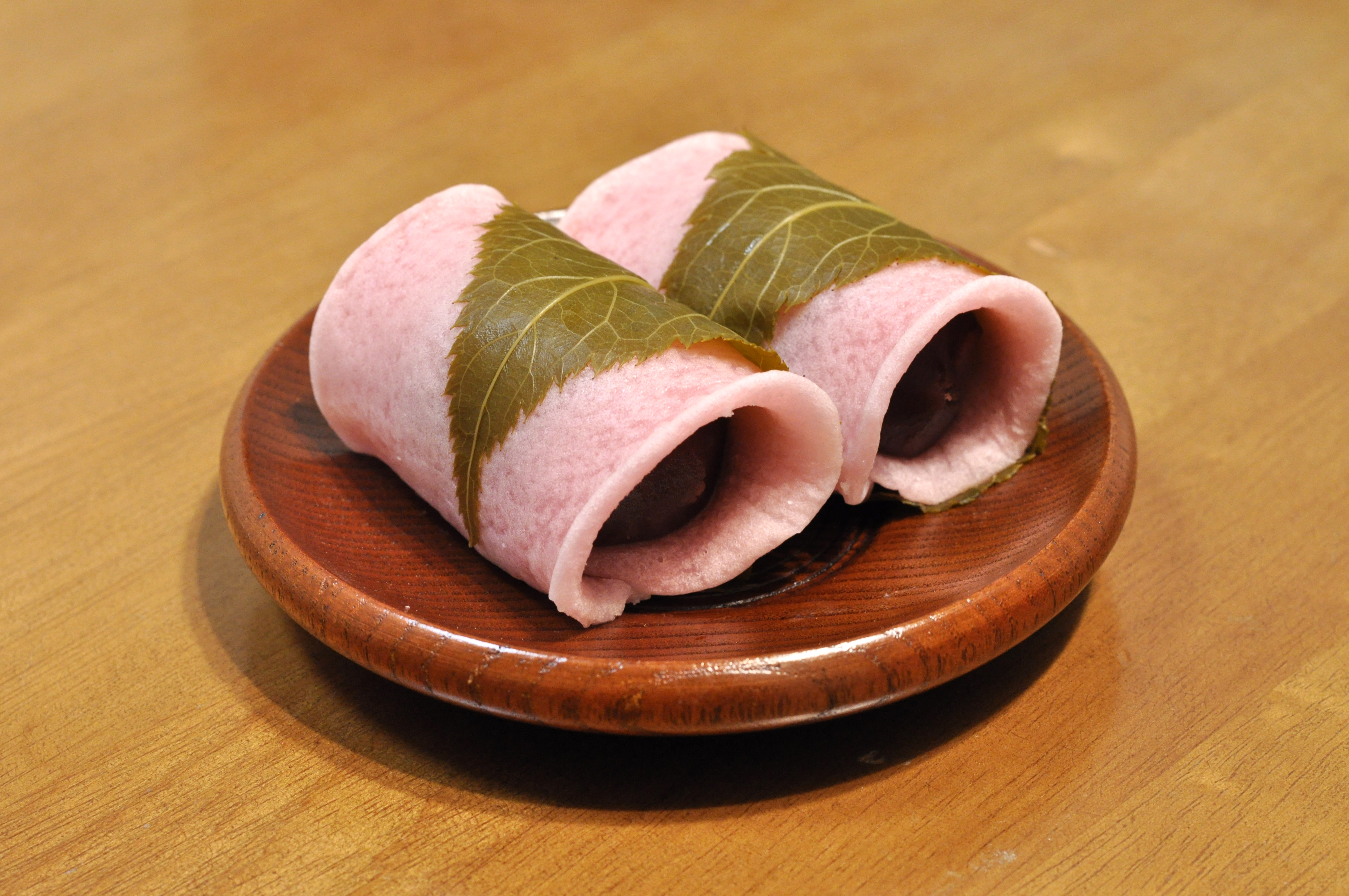
사쿠라모찌

화과자(일본어: 和菓子 와가시)[*]는 일본의 전통 과자이다. 차와 함께 내오는 경우가 많으며, 찹쌀과 팥, 밀가루, 설탕, 한천 등을 재료로 사용한다.
다도에서 차를 마실 때 함께 곁들어 먹기 때문에 단 것이 많고 기름은 거의 들어가지 않는다. 화과자는 첫 맛은 눈으로, 끝 맛은 혀로 즐긴다는 말이 있을 정도로 시각적 즐거움도 추구하여 모양이 화려한 것이 많다. 예술 작품처럼 식물을 이용하여 계절감을 표현하거나, 정교하게 만들어지는 공예 과자 분야도 있다.
화과자의 종류는 수분 함량에 따라서 크게 세 가지로 구별할 수 있다. 수분 함량이 20% 이하인 화과자를 히가시(干菓子, 건과자), 40% 이상인 화과자를 나마가시(生菓子, 생과자)라고 부르며, 그 중간을 한나마가시(半生菓子, 반생과자)라고 한다.

## 만드는 법
화과자는 모찌, 양갱 등 다채로운 재료를 사용하기 때문에 그 제조 방법을 열거할 수 없다. 모양을 빚거나 만드는 데 있어서, 뭉개지지 않고, 일정한 모양을 낼수있는 최대의 정교함이 필요하다.

## 종류
- 안미츠
- 아마나토
- 보타모찌
- 다이후쿠
- 당고
- 도라야키
- 하나비라모찌
- 이키나리 당고
- 이마가와야키
- 콤페이토
- 쿠사 모찌
- 쿠주모찌
- 쿠리 긴톤
- 만주
- 모찌
- 모나카
- 오시루코
- 라쿠간
- 사쿠라모찌
- 타이야키
- 우이로
- 와라비모찌
- 야츠하시
- 요칸
- 우구이스모찌
- 아쿠마키

## 같이 보기
- 모찌